# Овсянников (хутор)
Овся́нников — хутор в Семилукском районе Воронежской области.
Входит в состав Землянского сельского поселения.

## Население
| 2010 |
| ---- |
| 6    |

## Улицы
На хуторе имеется одна улица — Садовая.